# Anton Friedrich Spring

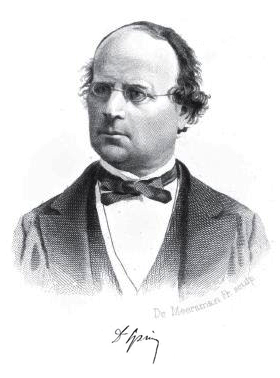
Anton Friedrich Spring (1814–1872)

Anton Friedrich Spring (auch Antoine Frédéric Spring; * 8. April 1814 in Gerolsbach bei Pfaffenhofen an der Ilm; † 17. Januar 1872 in Lüttich) war ein im Königreich Bayern geborener und aufgewachsener Botaniker, Mediziner und Naturwissenschaftler, der 1864 die belgische Nationalität annahm. Sein botanisches Autorenkürzel lautet „Spring“.

## Leben
Anton Friedrich Spring war der Sohn des Gerolsbacher Schullehrers Xaver Spring. Er besuchte zur gleichen Zeit wie Charles Louis Napoléon Bonaparte das Gymnasium bei St. Anna in Augsburg, war vielseitig begabt und komponierte bereits im Alter von 14 Jahren eine Messe, die 1828 im Augsburger Dom uraufgeführt wurde.
Er studierte zunächst Naturwissenschaften und Philosophie sowie danach Humanmedizin an der Ludwig-Maximilians-Universität in München und wurde 1835 mit einer im Nachgang als Dissertation anerkannten und unter dem Motto "Natura infinita est; sed qui symbola animadverterit,
omnia intelliget" stehenden Preisschrift Ueber die naturhistorischen Begriffe von Gattung, Art und Abart und über die Ursachen der Abartungen in den organischen Reichen zum Dr. phil. und mit seiner medizinischen Dissertation De diversis Pneumophtiseos Speciebus 1836 zum Dr. med. promoviert. Anschließend wirkte er jeweils als Assistent am Botanischen Institut bei Carl Friedrich Philipp von Martius und am Allgemeinen Krankenhaus bei Friedrich Carl von Loe. Anton Friedrich Spring verfolgte neben seinen wissenschaftlichen auch vielfältige musische und künstlerische Interessen. Er hatte den Ruf eines begnadeten Geigenvirtuosen und wurde oft zu häuslichen Konzerten eingeladen. In der Werkstatt des Bildhauers Ludwig Schwanthaler versuchte er sich im plastischen Gestalten und über seine Freundschaft mit dem Maler Wilhelm von Kaulbach erhielt er die Möglichkeit, sich im Atelier von Peter von Cornelius in der Freskomalerei zu üben.
Nach dem Tod von Friedrich Carl von Loe erhielt er ein Stipendium der bayerischen Regierung zur wissenschaftlichen Fortbildung in Paris und hospitierte in mehreren Krankenhäusern, am Collège de France sowie im Muséum d’histoire naturelle.
Im Jahr 1839 wurde Anton Friedrich Spring als Nachfolger des verstorbenen Mediziners Leroy auf den Lehrstuhl für Physiologie und Allgemeine Pathologie an der Universität Lüttich berufen, erhielt 1846 den Vorsitz des Conseil de salubrité publique de la province de Liège und leitete von 1861 bis 1864 die Universität Lüttich als Rector magnificus. Antoine Frédéric Spring verstarb überraschend am 17. Januar 1872 in Lüttich an den Folgen einer Lungenentzündung.
Als Botaniker lag sein Schwerpunkt auf der Bearbeitung der Bärlappgewächse und der Moosfarne. Er ist unter anderem Erstbeschreiber bzw. auch einer der wesentlichen Bearbeiter des Moosfarngewächses Selaginella denticulata (L.) Spring 1838, des Schweizer Moosfarns Selaginella helvetica (L.) Spring sowie der Unechten Rose von Jericho Selaginella lepidophylla (Hook. & Grev.) Spring.
Sein Herbarium ist heute Bestandteil des Herbariums der Universität Lüttich.
Im Jahr 1855 wurde er als Josef Anton Spring auswärtiges Mitglied der Bayerischen Akademie der Wissenschaften und am 2. November 1864 wurde Anton Friedrich Spring unter der Präsidentschaft des Mediziners Carl Gustav Carus mit dem akademischen Beinamen Heraclides unter der Matrikel-Nr. 2040 als Mitglied in die Kaiserliche Leopoldino-Carolinische Deutsche Akademie der Naturforscher aufgenommen. Er war weiterhin Mitglied der Académie royale des Sciences, des Lettres et des Beaux-Arts de Belgique und der Regensburgischen Botanischen Gesellschaft.
Er war seit 1840 mit Suzanne Élisabeth, geborene Wagner, einer Nichte von Johann Nepomuk von Ringseis verheiratet. Das Ehepaar hatte einen Sohn, den Chemiker Walther Victor Spring (1848–1911), und zwei Töchter.

## Schriften
- Ueber die naturhistorischen Begriffe von Gattung, Art und Abart und über die Ursachen der Abartungen in den organischen Reichen. Eine Preisschrift. Fleischer, Leipzig 1838 (Digitalisat)
- Ueber Ursprung, Wesen und Verbreitung der wandernden Cholera. Mit Beziehungen auf die Epidemie in München 1836/37. Fleischmann, München 1837 (Digitalisat)
- De diversis Pneumophtiseos Speciebus. Poessenbacheri, Monachii 1838 (Digitalisat)
- Monographie de la famille des Lycopodiacées. M. Hayez en commission chez C. Muquardt, Bruxelles 1842–1849 (Digitalisat)